# Koleśnica

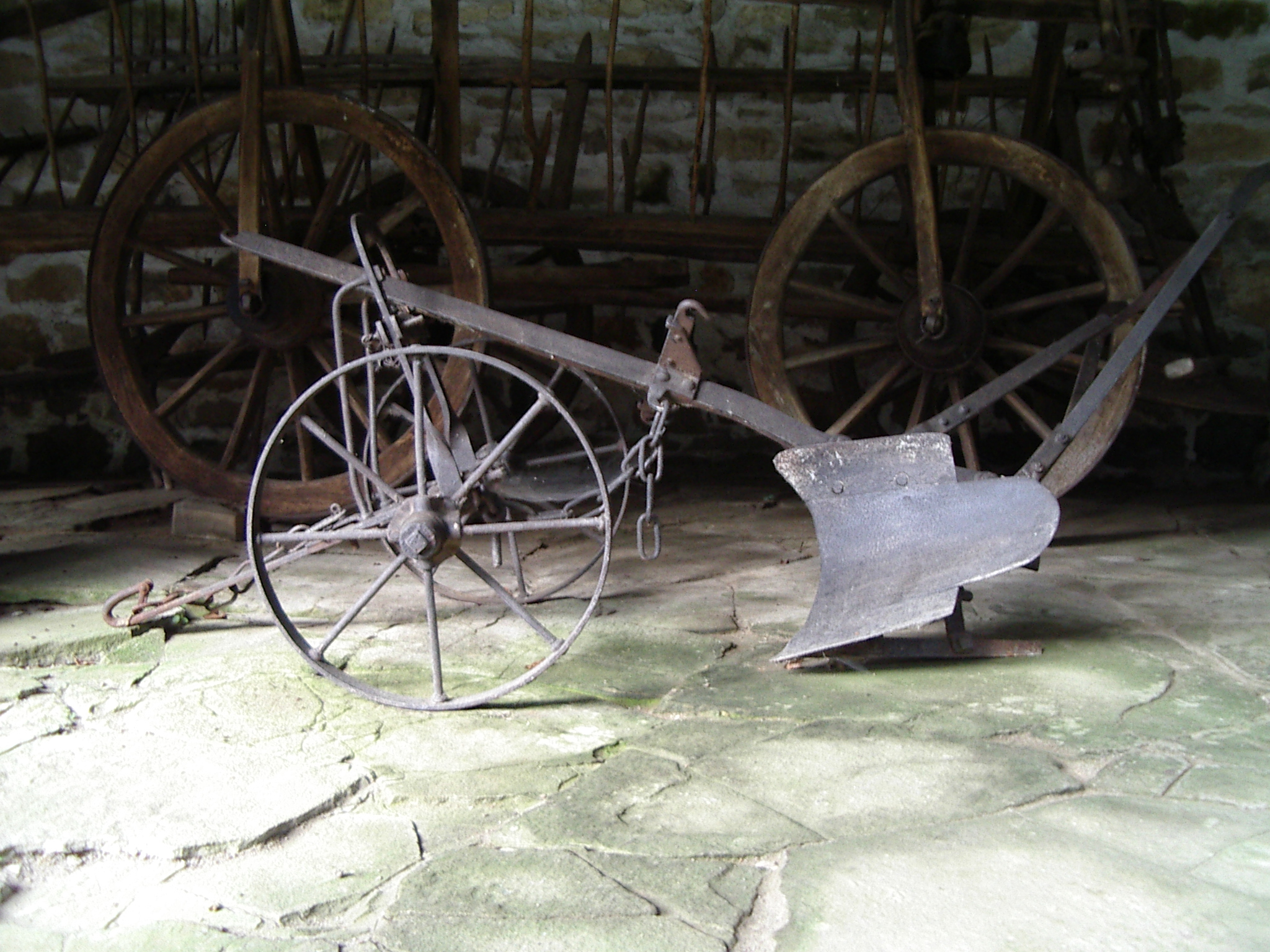
Koleśnica z pługiem

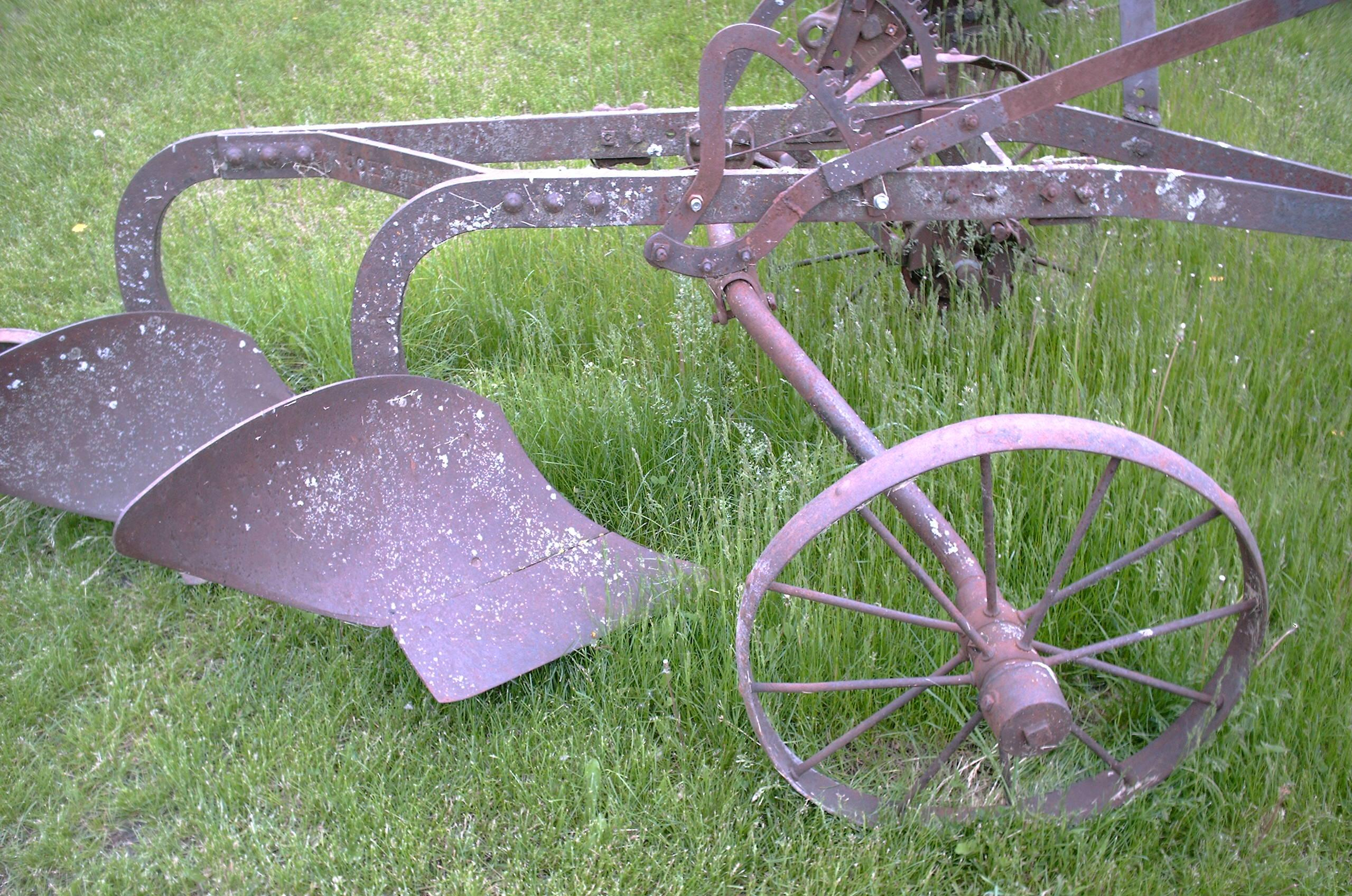
Pług koleśny

Koleśnica (inna nazwy; koleśnie, przodek pługa) – dwukołowy wózek z kabłąkiem z poprzeczką o regulowanej wysokości wyposażoną w siodełko na którym wspiera się grządziel pługa, radła, wyorywacza buraków, i innych tego typu narzędzi. Koleśnica wyposażona też jest w zaczepy łańcuchowe ciągnące narzędzie oraz krótki dyszel z hakiem do zaczepienia uprzęży konia ciągnącego pług.
Koleśnicą nazywa się także przednią część pługa koleśnego zawierającą koła wraz z mechanizmami do regulacji położenia kół umożliwiające pracę pługa na ustalonej głębokości i pochyleniu.